# Tony Blescia
Tony Blescia (Bari, 8 novembre 1972) è un cantautore italiano.

## Biografia
Tony Blescia è un cantante, autore/compositore e produttore attivo nel panorama musicale dal 1992, anno in cui vince il Festival per le voci nuove di Castrocaro e firma il suo primo contratto discografico con Warner Music.
L'anno successivo partecipa al Festival di Sanremo 1993 con il brano Quello che non siamo.
Nell'estate 1993, è fra i protagonisti del Cantagiro. Con il secondo singolo che dà il titolo all'album Sdraiamoci su questa città vince molte tappe e, nella finale di Fiuggi, si classifica al terzo posto.
Negli anni seguenti scrive e co-produce una serie di singoli, tra cui Dammi di più e Via inclusi nell'album La storia di nessuno. Con il singolo Via nell'estate del 1996 arriva al secondo posto ad Un disco per l'estate e dopo pochi mesi, sempre con Via partecipa a Sanremo Giovani 1996 classificandosi il secondo posto  e aggiudicandosi la partecipazione al Festival di Sanremo 1997, con la canzone E ti sento. Il brano si classifica al quinto posto nella sezione Nuove proposte. La canzone viene inserita nella ristampa de La storia di nessuno.
Nell'estate dello stesso anno parte per una lunga tournée che lo porterà anche in Canada, insieme a Nek. L'anno successivo pubblica il suo terzo album Cuori a metà per la Warner Music.
Dopo tre anni di ricerca musicale, intervallati da collaborazioni con altri artisti in veste d'autore, Tony firma un contratto per il singolo Tell me now.Dal 2004, inizia a collaborare con vari artisti della scena hip-hop italiana. Scrive per Piotta il singolo Non ti lascia al quale presta il suo featuring, e agli inizi del 2005 scrive e co-produce alcune delle nuove canzoni del primo disco da solista di Tormento, tra cui l'hit single Il resto è inutile nel quale Tony duetta con lo stesso Tormento. Uscito a gennaio 2005, il singolo entra subito nella Top 20 dei più venduti in Italia.
A settembre 2005 esce Una regola non c'è, il singolo è anticipato da un video-clip diretto da Cosimo Alemà.
In seguito scrive e produce la colonna sonora di Kim, serie animata del 2009 co-prodotta da Rai Fiction e Mondo TV. La serie è tratta dal romanzo di Rudyard Kipling, Kim. Oltre a scrivere e produrre, Tony interpreta anche la sigla di testa originale dal titolo Il suo nome è KIM.
Nel 2009, scrive la canzone Vorrei tenerti qui inserita nell'album La forza mia di Marco Carta, vincitore del 59º Festival di Sanremo. L'album ha debuttato direttamente alla terza posizione nella classifica FIMI e ha già ricevuto due dischi d'oro e un disco di platino, per le oltre 100 000 copie vendute grazie però al traino del singolo La forza mia scritta da Paolo Carta.
Dal 2009al 2013, è autore in esclusiva per Warner Chappell Music.
Dal 2015 al 2016 si occupa della produzione, composizione e arrangiamenti delle musiche originali per la serie TV in 26 episodi (co-prodotta da Rai Fiction) L'isola del Tesoro tratta dall'omonimo romanzo di Robert Louis Stevenson, di cui è anche interprete, nonché produttore e arrangiatore delle sigle originali.

## Discografia

### Album in studio
- 1993 - Sdraiamoci su questa città
- 1996 - La storia di nessuno (ristampato nel 1997 in occasione del Festival di Sanremo)
- 1998 - Cuori a metà

## Riconoscimenti
Ha vinto il Festival di Castrocaro nel 1992.